# Corpo de números algébricos
Em matemática, um corpo de numéros algébricos (ou, simplesmente, corpo de números) F é uma extensão de corpos de grau finito (e, portanto, algébrica) do corpo Q dos números racionais. Assim, F é um corpo contendo Q que tem dimensão finita como espaço vetorial sobre Q.
O estudo de corpos de números algébricos e, mais geralmente, de extensões finitas de corpos de números, é o tema central da teoria algébrica dos números.

## Definição

### Pré-requisitos
Um corpo de números algébricos é, em particular, um corpo. Um corpo consiste de um conjunto de elementos juntamente com duas operações, adição e multiplicação, satisfazendo certos axiomas como distributividade. O exemplo prototípico de corpo é o corpo dos números racionais, geralmente denotado Q, com as suas operações usuais de soma e produto.
Outro conceito necessário para definir corpos de números algébricos é o de espaço vetorial. Para o que é necessário neste contexto, um espaço vetorial pode ser pensado como um conjunto de sequências (ou n-uplas)
(x1, x2, ...)
cujas entradas são elementos de um corpo fixado, tal como o corpo Q. Duas de tais sequências podem ser somadas por meio da adição termo a termo de suas entradas. Além disso, qualquer sequência pode ser multiplicada por um único elemento c do corpo fixado. Estas duas operações, conhecidas adição vetorial e multiplicação por escalar satisfazem um número de propriedades que servem para definir espaços vetoriais abstratamente. É permitido que espaços vetoriais tenham "dimensão infinita", isto é, que as sequências que formam os espaços vetoriais tenham comprimento infinito. Se, no entanto, o espaço vetorial consiste de sequências finitas
(x1, x2, ..., xn),
diz-se que o espaço vetorial é de dimensão finita, n.

### Definição
Um corpo de números algébricos (ou, simplesmente, corpo de números) é uma extensão de corpo de grau finito do corpo dos números racionais. Aqui, o grau da extensão é definido como a sua dimensão como espaço vetorial sobre Q.

## Exemplos
- O exemplo trivial de corpo de números é o corpo Q dos números racionais, que possui grau 1. As propriedades de corpos de números em geral são modeladas com base nas propriedades de Q.

- Os racionais Gaussianos, denotados por Q(i) (lida como "Q adjunto i"), formam um dos primeiros exemplos não-triviais de um corpo de números. Seus elementos são expressões da forma

a+bi.
onde a e b são racionais e i é a unidade imaginária. Tais expressões podem ser adicionadas, subtraídas, e multiplicadas de acordo com as regras usuais da aritmética e, em seguida, simplificadas usando a identidade
i2 = -1.
Explicitamente,
(a + bi) + (c + di) = (a + c) + (b + d)i,
(a + bi) (c + di) = (ac − bd) + (ad + bc)i.
Os racionais Gaussianos não nulos são invertíveis, o que pode ser visto a partir da identidade
{\displaystyle (a+bi)\left({\frac {a}{a^{2}+b^{2}}}-{\frac {b}{a^{2}+b^{2}}}i\right)={\frac {(a+bi)(a-bi)}{a^{2}+b^{2}}}=1.}
Sendo assim, os racionais Gaussianos formam um corpo de números de grau 2 sobre Q.
- Mais geralmente, para qualquer número inteiro d livre de quadrados, o corpo quadrático

Q(√d)
é um corpo de números obtido adjuntando uma raiz quadrada de d ao corpo dos números racionais. Operações aritméticas neste corpo são definidas em analogia com o caso dos racionais Gaussianos, que consiste do caso particular d = − 1.
- O corpo ciclotômico

Q(ζn), ζn = exp (2πi / n)
é um corpo de números obtido a partir de Q pelo acréscimo de uma raiz n-ésima primitiva da unidade ζn. Este corpo contém todas as raízes n-ésimas da unidade, e a sua dimensão sobre Q é φ(n), onde φ é a função totiente de Euler.
- Os números reais, R, e os números complexos, C, são corpos que têm dimensão infinita sobre Q, e portanto estes não são corpos de números. Isso decorre, por exemplo, da inumerabilidade de R e C como conjuntos, enquanto que todo corpo de números é necessariamente enumerável.

- O conjunto Q2 de pares ordenados de números racionais, com adição e multiplicação coordenada a coordenada, é uma álgebra comutativa de dimensão 2 sobre Q. No entanto, este não constitui um corpo, pois possui divisores de zero:

(1, 0) · (0, 1) = (1 · 0, 0 · 1) = (0, 0).

## Algebricidade e anel de inteiros
Geralmente, em álgebra abstrata, uma extensão de corpo F / E é algébrica se cada elemento α do corpo maior F é o zero de algum polinômio com coeficientes em E. Isto é, se para todo α em F existe m inteiro e a0, ..., am em E tal que:
p(α) = amαm + am-1αm-1 + ... + a1α + a0 = 0.
É um fato que toda extensão de corpos de grau finito é algébrica (demonstração: para x em F basta considerar 1, x, x2, x3, ..., e tem-se um conjunto de vetores linearmente dependentes, isto é, e portanto um polinômio do qual x é uma raiz). Em particular, isto se aplica a corpos de números algébricos, de modo que qualquer elemento f de um corpo de números F pode ser considerado como um zero de um polinômio com coeficientes racionais. Portanto, os elementos de F também são chamados de números algébricos. Dado um polinômio p tal que p(α) = 0, pode-se fazer com que o coeficiente am  do termo de maior grau seja igual a um, dividindo, se necessário, todos os coeficientes por este número. Um polinômio com essa propriedade é chamado de polinômio mônico. Em geral, ele terá coeficientes racionais. Se, no entanto, todos os seus coeficientes forem, na verdade, números inteiros, α é chamado de inteiro algébrico. Qualquer inteiro (usual) n ∈ Z é um inteiro algébrico, pois ele é o zero do seguinte polinômio linear mônico:
p(T) = T − n.
Pode ser demonstrado que qualquer inteiro algébrico que também é um número racional deve ser, na verdade, um número inteiro, daí o nome "inteiro algébrico". Novamente usando álgebra abstrata, especificamente a noção de módulo finitamente gerado, pode ser mostrado que a soma e o produto de quaisquer dois inteiros algébricos também é um inteiro algébrico, donde resulta que os inteiros algébricos de F formam um anel denotado OF, denominado anel de inteiros de F. Este é um subanel de F, e como corpos não possuem divisores de zero, esta propriedade é herdada por qualquer subanel. Portanto, o anel de inteiros de F é um domínio de integridade. O corpo F é o corpo de frações do domínio de integridade OF. Desta forma, pode-se ir e voltar entre o corpo de números algébricos F e o seu anel de inteiros OF. Anéis de inteiros algébricos têm três propriedades distintas
- OF é um domínio de integridade integralmente fechado em seu corpo de frações F.[1]
- OF é um anel Noetheriano.
- Todo ideal primo não nulo de OF é maximal; equivalentemente, a dimensão de Krull de OF é igual a um.

Um anel comutativo abstrato com essas três propriedades é chamado de domínio de Dedekind, em homenagem a Richard Dedekind, que realizou um profundo estudo de anéis de inteiros algébricos.

### Fatoração única e número de classes
Em um domínio de Dedekind arbitrário, em particular em anéis de inteiros algébricos, vale a propriedade de fatoração única de ideais em um produto de ideais primos. Por exemplo, o ideal (6) em Z[√-5] fatora-se como o seguinte produto de ideais primos
(6) = (2, 1 + √-5)(2,1 − √-5)(3, 1 + √-5)(3, 1 − √-5).
No entanto, ao contrário de Z como o anel de inteiros de Q, o anel de inteiros de uma extensão própria de Q não precisa admitir fatoração única em elementos primos. Isso já acontece para os inteiros quadráticos, por exemplo, em OQ(√-5) = Z[√-5], onde a unicidade da fatoração falha:
6 = 2 ⋅ 3 = (1 + √-5) ⋅ (1 − √-5).
Usando a norma pode ser mostrado que essas duas fatorações, na verdade, são não-equivalentes no sentido de que os fatores não diferem apenas por uma unidade de OQ(√-5). Domínios euclidianos são domínios de fatoração única; por exemplo Z[i], o anel dos inteiros de Gauss, e Z[ω], o anel dos inteiros de Eisenstein, em que ω é uma raiz cúbica da unidade (diferente de 1), têm esta propriedade.

### Funções ζ, funções L e fórmula do número de classes
A falha da fatoração única é medida pelo número de classes, comumente denotado por h, que é a cardinalidade do grupo de classes de ideais. Este grupo é sempre finito. O anel de inteiros OF possui fatoração única se, e somente se, ele é um anel principal ou, equivalentemente, se F tem número de classes 1. Dado um corpo de números, o número de classes muitas vezes é difícil de calcular. O problema do número de classes, levantado por Gauss, diz respeito à existência de corpos de números quadráticos imaginários (isto é, Q(√−d), para d ≥ 1) com um número de classe prescrito. A fórmula do número de classes relaciona h a outros invariantes fundamentais de F. Ela envolve a função zeta de Dedekind ζF(s), uma função de uma variável complexa s, definida por
{\displaystyle \zeta _{F}(s):=\prod _{\mathfrak {p}}{\frac {1}{1-N({\mathfrak {p}})^{-s}}}}.
(O produto é sobre todos os ideais primos de OF, onde {\displaystyle N({\mathfrak {p}})} denota a norma do ideal primo ou, equivalentemente, o número (finito) de elementos do corpo de resíduos {\displaystyle O_{F}/{\mathfrak {p}}}. O produto infinito só converge para Re(s) > 1, e em geral é necessária a continuação analítica junto com equação funcional da função zeta para definir a função para todo s). A função zeta de Dedekind generaliza a função zeta de Riemann no sentido de que ζQ(s) = ζ(s).
A função ζF(s) tem um polo simples em s = 1, e neste ponto, a fórmula do número de classes estabelece que o resíduo é dado por
{\displaystyle {\frac {2^{r_{1}}\cdot (2\pi )^{r_{2}}\cdot h\cdot \operatorname {Reg} }{w\cdot {\sqrt {|D|}}}}.}
Aqui r1 e r2 indicam tradicionalmente o número de imersões reais e pares de imersões complexas de F, respectivamente. Além disso, Reg é o regulador de F, w o número de raízes da unidade em F e D é o discriminante de F.
As funções L de Dirichlet L(s, χ) são funções relacionadas a ζ(s). Ambas funções codificam o comportamento aritmético de Q e F, respectivamente. Por exemplo, o teorema de Dirichlet afirma que em qualquer progressão aritmética
a, a + m, a + 2m, ...
com a e m primos entre si, há um número infinito de números primos. Este teorema é uma consequência do fato de que funções L de Dirichlet são não-nulas em s = 1. Utilizando-se de técnicas mais avançadas, incluindo K-teoria algébrica e medidas de Tamagawa, a teoria dos números moderna lida com uma descrição, embora em grande parte hipotética, dos valores de funções L mais gerais.

## Bases para corpos numéricos

### Base inteira
Uma base inteira para um corpo de números F de grau n é um conjunto
B = {b1, ..., bn}
de n inteiros algébricos em F tal que cada elemento do anel de inteiros OF de F pode ser escrito de forma única como uma combinação Z-linear de elementos de B; isto é, para qualquer x em OF tem-se
x = m1b1 + ... + mnbn,
onde os mi são números inteiros (ordinários). Então também ocorre que qualquer elemento de F pode ser escrito de forma única como
m1b1 + ... + mnbn,
onde agora os mi são números racionais. Os inteiros algébricos de F são, então, precisamente os elementos de F para os quais todos os mi são números inteiros.
Trabalhando localmente e usando ferramentas tais como a mapa de Frobenius, é sempre possível calcular explicitamente uma tal base, e já é normal que sistemas algébricos computacionais tenham programas embutidos para fazer isso.

### Base de potências
Seja F um corpo de números de grau n. Entre todas as possíveis bases de F (visto como um Q-espaço vetorial), há aquelas conhecidas como bases de potências, que são bases da forma
Bx = {1, x, x2, ..., xn-1}
para algum elemento x ∈ F. Pelo teorema do elemento primitivo, existe um x nestas condições, o qual é denominado elemento primitivo. Se x pode ser escolhido em OF e tal modo que Bx é uma base de OF como um Z-módulo então Bx é chamado de uma base de potências integral, e o corpo F é chamado de corpo monogênico. O primeiro exemplo de um corpo de números que não é monogênico foi dado por Dedekind. O seu exemplo é o do corpo obtido por adjunção de uma raiz do polinômio x3 − x2 − 2x − 8.

## Representação regular, traço e determinante
Usando a multiplicação de F, os elementos do corpo F podem ser representados por matrizes n-por-n
A = A(x)=(aij)1 ≤ i, j ≤ n,
exigindo que
{\displaystyle xe_{i}=\sum _{j=1}^{n}a_{ij}e_{j},\quad a_{ij}\in \mathbf {Q} .}
Aqui e1, ..., en é uma base fixada de F, visto como um espaço Q-vetorial. Os números racionais aij são determinados unicamente por x e a escolha de uma base, uma vez que todo elemento de F pode ser unicamente representado como uma combinação linear dos elementos da base. Esta forma de associar uma matriz a qualquer elemento do corpo F é chamada de representação regular. A matriz quadrada A representa o efeito da multiplicação por x na base dada. Segue-se que se o elemento y de F é representado por uma matriz B, então o produto xy é representado pelo produto matricial BA. Invariantes de matrizes, tais como o traço, o determinante e o polinômio característico, dependem exclusivamente do elemento x do corpo e não da base. Em particular, o traço da matriz A(x) é chamado de traço do elemento x do corpo e é denotado por Tr(x), e o determinante é chamado de norma de x e é denotado por N(x).
Por definição, propriedades padrão de traços e determinantes de matrizes são válidas para Tr e N: Tr(x) é uma função linear de x, no sentido de que Tr(x + y) = Tr(x) + Tr(y), Tr(λx) = λ Tr(x), e a norma é uma função homogênea multiplicativa de grau n: N(xy) = N(x) N(y), N(λx) = λn N(x). Aqui λ é um número racional, e x, y são dois elementos quaisquer de F.
A forma do traço T(x,y) é uma forma bilinear definida por meio do traço como Tr(xy). A forma de traço integral é uma matriz simétrica M a valores inteiros definida por tij = Tr(bibj), onde b1, ..., bn é uma base inteira para F. O discriminante de F é definido como det(M). Este é um número inteiro, e é uma propriedade invariante do corpo F, não dependendo da escolha da base.
A matriz associada a um elemento x de F também pode ser usada para dar outras descrições equivalentes dos inteiros algébricos. Um elemento x de F é um inteiro algébrico se, e somente se, o polinômio característico pA da matriz A associada a x é um polinômio mônico com coeficientes inteiros. Suponha que a matriz A que representa um elemento x tenha entradas inteiras em alguma base. Pelo teorema de Cayley–Hamilton, pA(A) = 0, e resulta que pA(x) = 0, de modo que x é um inteiro algébrico. Na outra direção, se x é um elemento de F que é uma raiz de um polinômio mônico com coeficientes inteiros, então a mesma propriedade vale para a matriz A correspondente. Neste caso, pode-se provar que A é uma matriz inteira em uma base adequada de F. Observe que a propriedade de ser um inteiro algébrico é definida de uma forma independente da escolha de uma base de F.

### Exemplo
Considere F = Q(x), onde x satisfaz f(x) = x3 − 11x2 + x + 1 = 0. Uma base inteira é [1, x, 1/2(x2 + 1)], e forma do traço integral correspondente é
{\displaystyle {\begin{bmatrix}3&11&61\\11&119&653\\61&653&3589\end{bmatrix}}.}
O "3" no canto superior esquerdo desta matriz é o traço da matriz da aplicação definida pelo primeiro elemento da base (1) na representação regular de F sobre Q. Este elemento da base induz a aplicação identidade no espaço vetorial F de dimensão 3. O traço da matriz identidade em um espaço vetorial é igual a sua dimensão sobre o corpo base.
O determinante desta matriz é 1304 = 23·163, o discriminante do corpo. Compare com o discriminante do polinômio f, que é 5216 = 25·163.